# DAY+
DAY+（デイプラス）は、CROSS FMで放送されているワイド番組である。ナビゲーターは立山律子。
セントシティ10階 北九州ダイハツ販売スタジオ(本社スタジオ)からの生放送。

## 概要
2014年4月1日より放送開始。ナビゲーター立山律子のキレのあるコメントや、大喜利コーナーの「くすりつこ」が人気である。
2025年4月現在、CROSS FM本社スタジオから放送しているワイド番組はこの番組とBrandnew！Sundayだけである。

## ナビゲーター
- 立山律子

- 休暇・休演時のピンチヒッター
- Honey （2014年8月1日、2016年2月8日-11日、7月11日、9月20日-23日、2017年2月6日-10日、9月11日-15日、2018年3月13-15日、9月25日-27日、2019年3月4日-7日、9月2日-5日、2020年2月4日・5日、9月23日・24日、2021年9月27日、2022年2月7日・9日、2023年3月29日、放送分を担当。自称「DAY+・準レギュラー」と名乗っている時期もあった。）
- 鶴田弥生（2014年8月4日-8日、2015年3月9日-13日、9月14日-18日、2016年2月5日、9月19日、2018年3月12日、16日、9月28日、11月23日、2019年3月8日、5月24日、9月6日、2020年9月25日、2021年1月22日、放送分を担当。）
- 小坂真琴（2016年2月12日放送分を担当。）
- 米谷奈津子（2018年1月24日放送分を担当。）
- MASAKI （2018年1月25日、7月23日、9月24日、2021年1月20日・21日、9月29・30日、2023年3月27日、放送分を担当。）
- コウズマユウタ（2018年1月26日、2020年2月7日、放送分を担当。）
- 桜美奈（2020年2月6日、2022年2月10日放送分を担当。）
- 坂口カンナ（2020年2月3日、9月21日・22日、2021年1月18日・19日、9月28日、2022年2月8日、2023年3月28日、放送分を担当。）
- 八木徹（2023年3月30日、11月2日放送分を担当。）
- 岡部来亜（2024年5月27日、10月21日、2025年3月20日放送分を担当。）

## 外部サイト
- 公式サイト
- DAY+ (@crossfm_dayplus) - X（旧Twitter）

| スタブアイコン | サブスタブ | この項目は、まだ閲覧者の調べものの参照としては役立たない、ラジオ番組に関連した書きかけの項目です。この項目を加筆・訂正などしてくださる協力者を求めています（P:ラジオ/PJ:放送番組）。 |